# 八戸西スマートインターチェンジ
八戸西スマートインターチェンジ（はちのへにしスマートインターチェンジ）は、青森県八戸市にある八戸自動車道のスマートインターチェンジ (SIC) である。

## 概要
本線直結型。青森県内で初めてのスマートインターチェンジとなった。利用可能車種はETC搭載の全車種で24時間運用で、上下線ともに出入可である。供用開始時点では青森県で唯一のスマートインターチェンジであり、1日あたり610台の利用を見込んでいる。

## 歴史
八戸JCTから八戸北ICの間13.2 km（キロメートル）でインターチェンジがなく、八戸市西部方面から高速道路のアクセスは渋滞の多い市街地を経由しなければならない状態であり、新たなインターチェンジの設置が要望されるようになった。そこで、2006年（平成18年）から周辺自治体とともに建設促進期生同盟会を設立して要望活動を展開してきたが、2014年（平成26年）に国からスマートインターチェンジ設置の許可があり、NEXCO東日本と八戸市で整備を進めて2019年に供用開始された。
- 2014年（平成26年）
  - 7月25日 : 整備決定[7][8]。
  - 8月8日 : 国土交通省より連結許可が下りる[9][10]。
- 2015年（平成27年）4月6日 : 事業着手[1]。
- 2016年（平成28年）10月21日 : IC名が八戸西スマートインターチェンジで正式決定[11][4][9]。
- 2019年（平成31年）3月23日 : 供用開始[12]。

## 周辺
- 八戸駅（東日本旅客鉄道〈JR東日本〉東北新幹線・八戸線、青い森鉄道青い森鉄道線）

## 道路
- E4A 八戸自動車道（5-2番[1]）

## 接続する道路
- 国道454号[1]

## 隣
E4A 八戸自動車道
(5-1) 八戸JCT - (5-2) 八戸西スマートIC - (7) 八戸北IC